# Suren Papikyan
Suren Rafiki Papikyan (en armenio: Սուրեն Ռաֆիկի Պապիկյան; Stepanaván, Unión Soviética, 26 de abril del 1986) es un político armenio que desde 2021 se desempeña como ministro de Defensa de Armenia. Anteriormente ocupó los puestos de ministro de administración territorial e infraestructura y brevemente como vice primer ministro. También es presidente de la junta directiva del gobernante partido del Contrato Civil.

## Biografía
Suren Papikyan nació el 26 de abril de 1986, en la localidad de Stepanaván, en la RSS de Armenia en la Unión Soviética, actualmente en la provincia de Lorri en Armenia. Se graduó en el colegio local de Stepanaván N.º 1 y en 2003 fue aceptado en la Facultad de Historia de la Universidad Estatal de Ereván. Fue llamado para servir en las Fuerzas Armadas de Armenia mientras asistía a la universidad. Mientras servía en el ejército, fue sentenciado a dos años y tres meses de prisión, supuestamente debido a un incidente violento con un oficial al mando, pero fue liberado aproximadamente un año después gracias a una amnistía general.
En 2012, se graduó con una maestría en historia con honores en la Universidad Estatal de Ereván. Al mismo tiempo que realizaba sus estudios, trabajó como profesor de historia en la Escuela Secundaria N.º 54 en Ereván de 2010 a 2016 y de 2011 a 2018 en el Quantum College también en Ereván. De 2012 a 2016 realizó sus estudios de posgrado en la Universidad Estatal de San Petersburgo.
Es miembro fundador del partido político Contrato Civil. Fue elegido vicepresidente de la junta del partido en 2016 y presidente de la junta en 2019.
Participó en las elecciones parlamentarias armenias de 2017 como candidato del partido Alianza de salida. Así mismo participó en la revolución armenia de 2018 que llevó al poder a Nikol Pashinián. El 11 de mayo de 2018, fue nombrado ministro de Administración Territorial y Desarrollo de Armenia en el primer gobierno de Pashinián.
Durante las elecciones parlamentarias anticipadas de 2018, encabezó la campaña de la Alianza Mis Pasos y fue elegido para el parlamento como miembro del mismo bloque. Renunció a su puesto en el parlamento en enero de 2019. Fue reelegido ministro de Administración Territorial y Desarrollo el 1 de junio de 2019. Permaneció en este cargo hasta el 2 de agosto de 2021 cuando fue nombrado vice primer ministro de Armenia por decreto del presidente del país.
El 6 de noviembre de 2021, fue elegido presidente de la Junta de Síndicos de la Fundación de la Universidad Estatal de Ereván, mientras que el representante de la República de Armenia ante el Tribunal Europeo de Derechos Humanos, Yeghisheh Kirakosyan, fue elegido secretario de la junta.
Después de ocupar brevemente el cargo de vice primer ministro, fue nombrado ministro de Defensa de Armenia el 15 de noviembre de 2021. Al día siguiente de su nombramiento, se produjeron importantes enfrentamientos en la frontera entre Armenia y Azerbaiyán.